# Saint-Romain-Lachalm
Saint-Romain-Lachalm è un comune francese di 1 076 abitanti situato nel dipartimento dell'Alta Loira della regione dell'Alvernia-Rodano-Alpi.

## Società

### Evoluzione demografica
Abitanti censiti